# 서울탑산초등학교
서울탑산초등학교는 대한민국 서울특별시 강서구 가양동에 있는 공립 초등학교이다.

## 학교 연혁
- 1994년 6월 1일 서울탑산국민학교 개교
- 1996년 3월 1일 서울탑산초등학교로 개칭
- 2010년 3월 10일 방과후 돌봄교실 개설
- 2011년 3월 15일 학교 보안관 초소 설치
- 2015년 3월 1일 서울공진초등학교 가양분교(구 교사) 폐교에 따른 공진초 가양분교 학생 편입
- 2015년 3월 1일 병설유치원 개원
- 2015년 12월 14일 구암공원 방향 담장 개설 공사
- 2016년 2월 13일 제22회 졸업식(98명, 누계 3505명)
- 2016년 3월 21일 체육관 준공
- 2016년 9월 27일 대만 가오슝 한국국제학교 자매결연 협약식
- 2017년 2월 17일 제23회 졸업식(106명, 누계 3611명)
- 2018년 2월 13일 제24회 졸업식(99명, 누계 3710명)
- 2019년 2월 15일 제25회 졸업식(81명, 누계 3791명)
- 2019년 9월 1일 제10대 장옥연 교장 부임
- 2022년 9월 1일 제11대 교장 황의정 부임
- 2023년 2월 10일 제29회 졸업식(54명, 누계 4094명)
- 2023년 12월 26일 진로교육 우수학교(교육감) 표창
- 2023년 12월 29일 제30회 졸업식(78명, 누계 4172명)
- 2024년 6월 1일 개교 30주년

## 학교 상징
- 교화(校花) - 철쭉 : 성실한 학교 생활, 화목한 가족, 건강한 몸과 마음
- 교목(校木) - 대추나무 : 알찬 결실, 꿋꿋한 의지, 사회 봉사

## 참고 자료
- 서울탑산초등학교 - 한국교육학술정보원 학교알리미